# TEN The Movie Channel
TEN The Movie Channel (zkratka TEN znamená The Entertainment Network) byl britský filmový kabelový kanál vysílající mezi lety 1984 a 1985 v kabelové síti Rediffusion Cablevision. Krátce na to bylo vysílání kanálu ukončeno a nahrazeno novým filmovým kanálem MirrorVision, provozovatele Daily Mirror.

## Historie
Vysílání filmového kanálu The Entertainment Network bylo zahájeno 29. března 1984  v britské kabelové síti Rediffusion Cablevision. Jednalo se o vůbec první filmový kanál v zemi. TEN The Movie Channel přinášel 40 filmů měsíčně, které do té doby ještě nebyly ve Velké Británii k vidění. Filmový kanál byl svým předplatitelům nabízen v rámci prémiového programového balíčku Super Plus, který byl společně se základní nabídkou programů (BBC 1, BBC 2, ITV a Channel 4) a programy balíčku Super (ScreenSport, Music Box a Sky Channel) nabízen za měsíční paušál 8 GBP. 
Relativně nový vlastník kabelové sítě Redifussion Cablevision, společnost BET, odprodala v květnu 1984 svůj rental business společnosti Granada plc za 120 milionů GBP. V říjnu téhož roku vložil britský miliardář československého původu, Robert Maxwell, společně s vydavatelskou společnosti Pergamon Press do kabelové společnosti 11 milionů GBP, která byla následně přejmenována na British Cable Services. 
Vysílání filmového kanálu TEN The Movie Channel se v následujícím roce odmlčelo a v červnu 1985 bylo na krátko obnoveno pod novým názvem MirrorVision.

## Dostupnost

### Kabelová televize
Filmový kanál TEN The Movie Channel vysílal v britské kabelové síti Rediffusion Cablevision.

## Filmy a seriály
- Last Feelings (L' Ultimo sapore dell'aria) (1978)
- Psycho II (Psycho II) (1983)
- Znamení čtyř (The Sign of Four) (1983)
- Žlutovous (Yellowbeard) (1983)